# جوزف بارنز (بازیکن فوتبال)
جوزف بارنز (انگلیسی: Joseph Barnes؛ ۵ مه ۱۸۹۶ – ۱۹۵۳ (۵۶−۵۷ سال)) بازیکن فوتبال اهل پادشاهی متحد بریتانیای کبیر و ایرلند بود.